# Jonathan Crombie
Jonathan Crombie (Toronto, 1966. október 12. – New York, 2015. április 15.) kanadai színész. 
Az Anna (eredeti címén Anne of Green Gables) filmsorozat révén vált híressé.

## Élete
Jonathan Crombie apja, David Crombie Toronto polgármestere volt, és a kanadai szövetségi kormány minisztere. Édesanyja Shirley, nővérei Robin és Carrie. 
Crombie a tanulmányait a Lawrence Park Collegiate Institute-ban végezte, ahol Diane Polley, aki az Óz, a nagy varázsló készítésében asszisztált, fedezte fel a később befutott színészt.
Nem nősült meg soha, nyíltan vállalta homoszexualitását, ahogy ifjabb nővére, Robin a halála utáni búcsúztatóján fogalmazott: „Jonathan is egy meleg férfi volt, aki csak a negyvenes éveiben vállalta fel nyíltan a másságát (comingoutolt). Ő mindig csak magánszemélyként viselkedett.”

## Televízió
Semmi tapasztalata nem volt a színészi munkában, de nagyot alakított az Anne of Green Gables forgatásán. A 8 kötetes könyv később meg lett filmesítve, és Jonathan Crombie játszotta a férfi főhős szerepét, Gilbert Blythe néven. A kamera előtt nőtt fel és lett Crombie-ből sztár, 1985-től játszotta Anne szerelmét a történetben.
Crombie egyben komikus is volt, és 1998-ban a kanadai tv-sorozatban, a Comedy Now!-ban volt látható.

## Halála
A családja 2015. április 18-án jelentette be, hogy a színész agyvérzés következtében meghalt.

## Fordítás
Ez a szócikk részben vagy egészben  a   Jonathan Crombie című angol Wikipédia-szócikk ezen változatának fordításán alapul.  Az eredeti cikk szerkesztőit annak laptörténete sorolja fel. Ez a jelzés csupán a megfogalmazás eredetét és a szerzői jogokat jelzi, nem szolgál a cikkben szereplő információk forrásmegjelöléseként.